# مرسيدس إس. فوستر
مرسيدس إس. فوستر (بالإنجليزية: Mercedes S. Foster)‏ هي عالمة طيور وعالمة نبات أمريكية، ولدت في 1 أغسطس 1942 في أوكلاند في الولايات المتحدة.